# Bakr Awa
Bakr Awa is een tell, of archeologische nederzettingsheuvel, in Irak.
De tell is gelegen in de buurt van Halabja in de Shahrizor Vlakte in Iraaks Koerdistan. De archeologische vindplaats is 40m hoog en bestaat uit een centrale heuvel, omgeven door een lagere stad van 800 bij 600 m.
De site werd voor het eerst onderzocht in 1927 door Efraim Speiser. Latere opgravingen vonden plaats in 1961 en 1961 door archeologen van het Iraakse Directoraat-Generaal van Oudheden. In 2009 werd de site gesurveyed. Nieuwe opgravingen werden gestart in 2010, met daaropvolgende opgravingsseizoenen in 2011, 2013 en 2014. De survey en de opgravingen werden uitgevoerd door een team van de Universiteit van Heidelberg.
De oudste opgegraven lagen dateren uit het derde millennium v.Chr. en zijn gelijktijdig met de Jemdet Nasr en Vroeg-dynastieke Periode. Een kleine tempel dateert uit de Akkadische periode. Uit het tweede millennium v.Chr. stammen grote huizen en graftombes. De bewoning duurde voort tot de Late bronstijd. De materiële cultuur van deze lagen toonde links met de Hurritische en Kassitische culturen. De IJzertijd bewoning op Bakr Awa dateert uit de neo-Assyrische periode en de Achaemenidische Rijk. Een Sassanidische bewoning vanBakr Awa is waarschijnlijk, maar nog niet onomstotelijk bewezen. De islamitische periode is vertegenwoordigd door lagen van de Abbasiden periode tot en met de Ottomaanse periode. De site is tegenwoordig ook nog bewoond.
De volgende lagen worden in de bonvenstad onderscheiden:
| Nummering | Tijdvak            |
| --------- | ------------------ |
| I-VII     | Islamitisch        |
| VIII-X    | Hurritisch         |
| XI-XV     | Isin-Larsa, Ur III |
| XVI-XVII  | Akkadisch          |

In de benedenstad is de stratigrafie wat anders. Er zijn behoudens wat tekstueel materiaal uit het 2e millennium v.Chr. en een paar tabletten uit de Oud-Babylonische tijd geen documenten gevonden. Toch laten de archeologische resultaten zijn dat de stad die de vlakte van Shahrizor domineert, vele eeuwen een belangrijke nederzetting geweest. Speiser suggereerde daarom dat het de stad Atlila uit de oudheid geweest was. Deze stad werd door Assunasirpal II rond 880 v.Chr. veroverd en herbouwd in verband met zijn veldotcht in Zamua. Hij hernoemde de stad Dūr Aššur en in latere rapporten, bijv. van Assurbanipal is er nog sprake van. 
In de benedenstad werd aardewerk uit de Laat-Assyrische tijd gevonden dat overeenkomst vertoont met dat van Assur zelf en van Tell al-Rimah.